# Üdersdorf

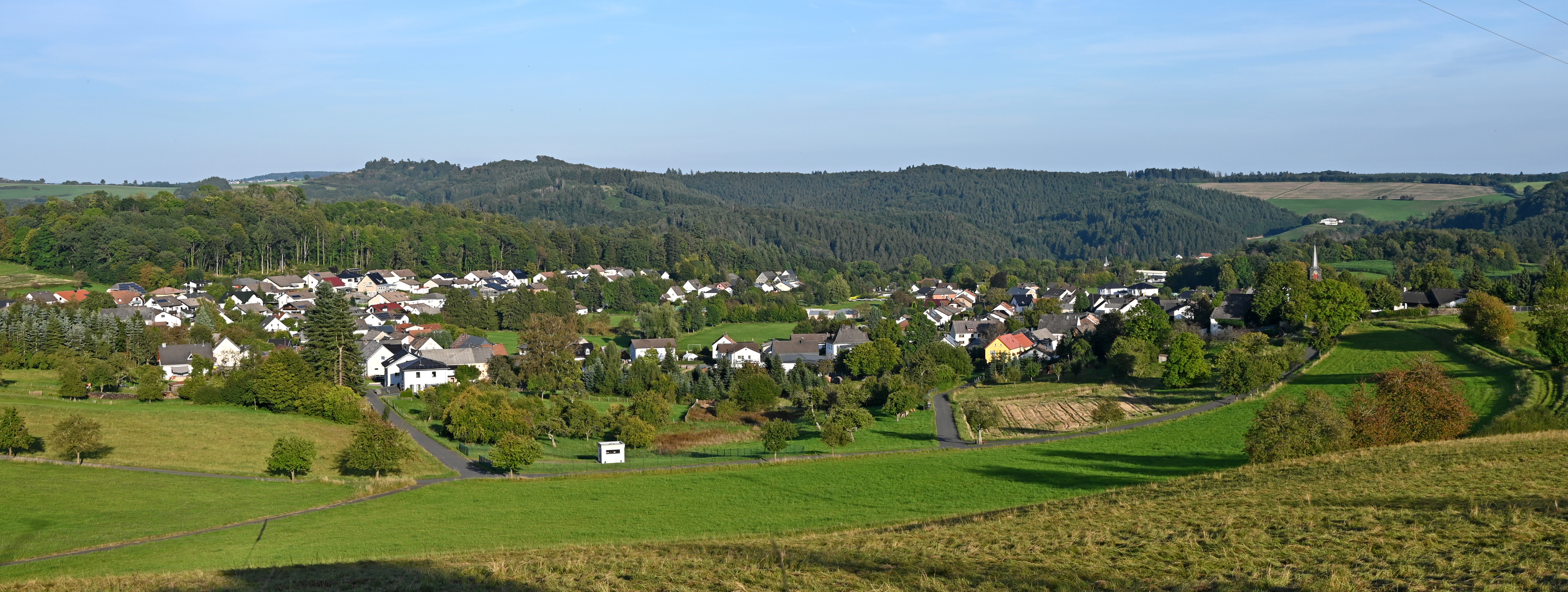
Üdersdorf von Nordwesten

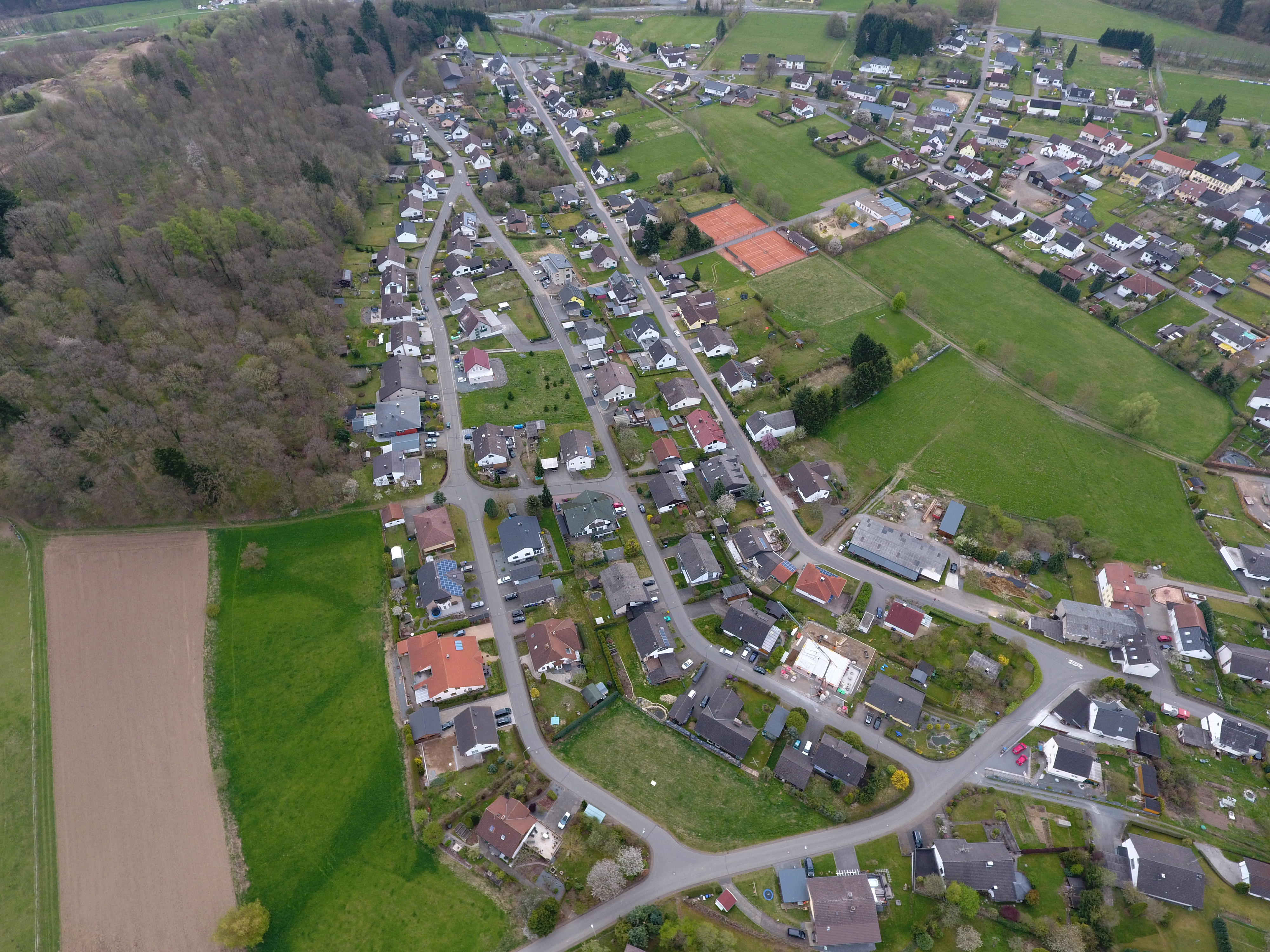

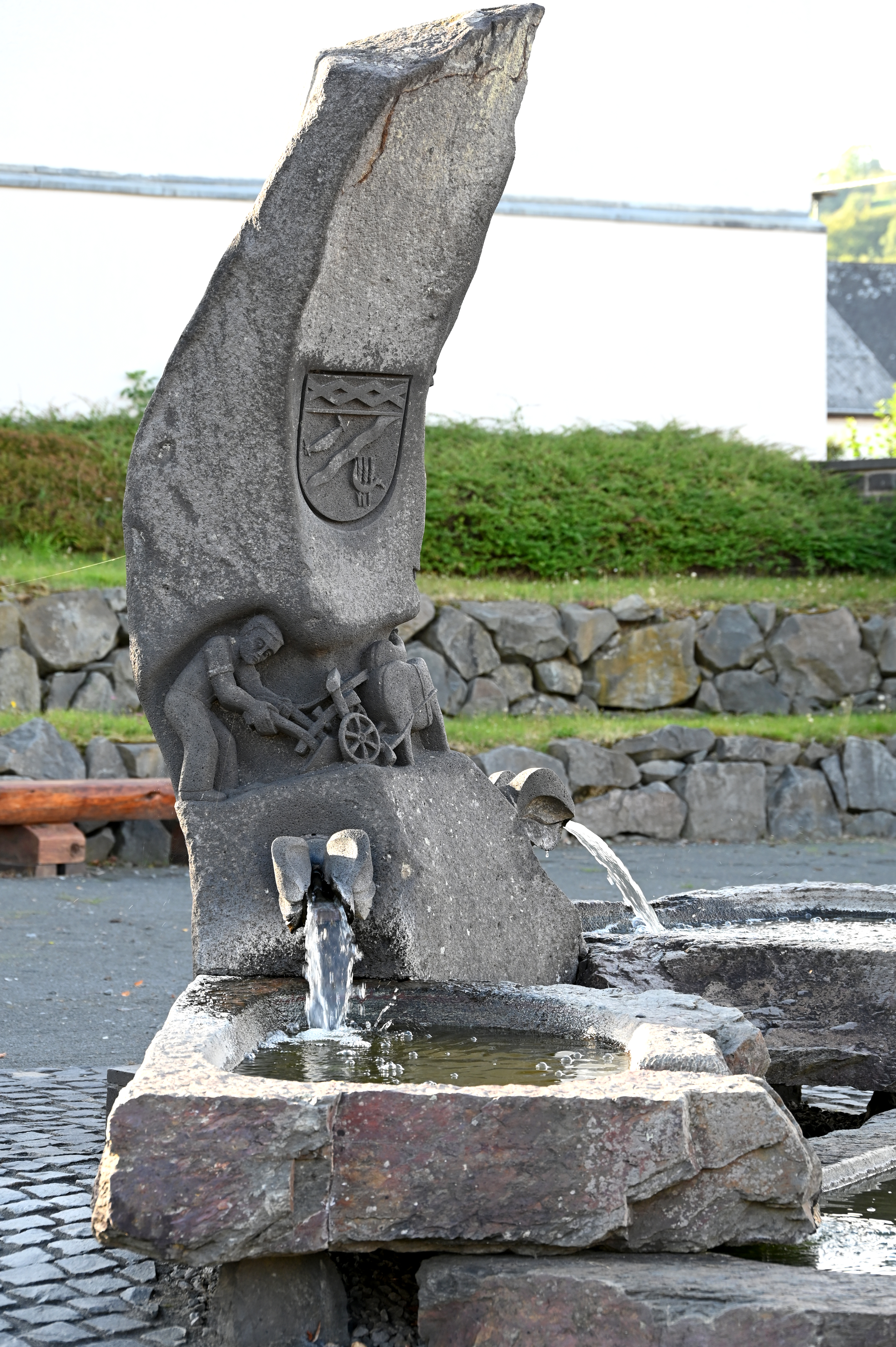
Brunnen mit Ortswappen

Üdersdorf ist eine Ortsgemeinde im Landkreis Vulkaneifel in Rheinland-Pfalz. Sie gehört der Verbandsgemeinde Daun an. Üdersdorf ist ein staatlich anerkannter Erholungsort.

## Geographie
Zur Gemeinde gehören die Ortsteile Tettscheid und Trittscheid.

Üdersdorf ist ein staatlich anerkannter Erholungsort und bietet inmitten der Vulkaneifel eine Vielzahl von Wanderwegen in waldreicher Umgebung.
In der Nähe liegen mehrere Maare und das Liesertal. In der weiteren Umgebung sind die Kurorte Daun und Manderscheid sowie der Nürburgring zu finden.

## Geschichte

### Allgemein
Üdersdorf wurde im Jahre 1287 erstmals in einer Schenkungsurkunde urkundlich erwähnt. Darin wurden dem Kloster Himmerod die Einkünfte aus dem Dorf „Oistersdorf“ übertragen. Im Trierer Feuerbuch von 1563 wurden in Üdersdorf zwölf „Feuerstellen“ bzw. Haushalte mit etwa 70 Einwohnern gezählt, in Trittscheid und Tettscheid jeweils 7 Haushalte.
Bis 1794 gehörte der Ort zum kurtrierischen Amt Daun. Zur Zeit der französischen Verwaltung war Üdersdorf Hauptort einer Mairie, nach der Übernahme des Rheinlandes, zu dem Üdersdorf damals zählte, durch Preußen kam der Ort 1815/1816 zu dem damals neu gebildeten Kreis Daun und war Sitz einer Bürgermeisterei. Zur Bürgermeisterei Üdersdorf gehörten die Ortschaften Uederdorf mit der Uederdorfer Mühle, Nieder-Stattfeld, Ober-Stattfeld, Tettscheid, Trittscheid und Weyersbach (der heutige Dauner Stadtteil Weiersbach). 1878 wurde der Amtssitz nach Niederstadtfeld verlegt.
Schon früh hat im Ort eine erste Kapelle gestanden, im Jahre 1717 wurde dort eine dem St. Bartholomäus geweihte Kirche gebaut. Die heutige Kirche wurde in den 1860er Jahren errichtet. Eine örtliche Pfarrschule ist seit 1769 bekannt. Ein erstes Schulhaus wurde 1824 errichtet, 1936 das heute noch als Grundschule dienende Gebäude.
Am 1. Januar 1971 wurden die beiden bis dahin selbstständigen Ortsgemeinden Tettscheid (132 Einwohner) und Trittscheid (148 Einwohner) eingemeindet.
Einwohnerentwicklung
Die Entwicklung der Einwohnerzahl von Üdersdorf bezogen auf das heutige Gemeindegebiet, die Werte von 1871 bis 1987 beruhen auf Volkszählungen:
| Jahr | Einwohner |
| ---- | --------- |
| 1815 | 433       |
| 1835 | 613       |
| 1871 | 717       |
| 1905 | 767       |
| 1939 | 847       |
| 1950 | 833       |

| Jahr | Einwohner |
| ---- | --------- |
| 1961 | 839       |
| 1970 | 938       |
| 1987 | 958       |
| 2005 | 1143      |
| 2011 | 1117      |
| 2017 | 1125      |

### Ortsteil Tettscheid
Tettscheid wurde bereits 1148 als Texscithe urkundlich niedergeschrieben und 1161 als Texscith erwähnt.

## Politik

### Bürgermeister
Rudi Ewen wurde 2024 Ortsbürgermeister von Üdersdorf.
Ewens Vorgänger Karl Stadtfeld übte das Amt von 2021 bis 2024 aus. 
Stadtfelds Vorgänger Günter Altmeier hatte das Amt 2014 übernommen. Nachdem bei der Direktwahl am 26. Mai 2019 der einzige Bewerber nicht die erforderliche Mehrheit erreichte, trat Altmeier entgegen seiner ursprünglichen Absicht nochmals an, und wurde bei der Wiederholungswahl am 25. August 2019 für weitere fünf Jahre in seinem Amt bestätigt. Im Mai 2021 kündigte Altmeier jedoch an, primär aus Altersgründen mit Ablauf des 30. September 2021 sein Amt niederzulegen. Altmeiers Vorgänger Klaus Schmitt hatte das Amt von 2002 bis 2014 ausgeübt.

### Wappen
| Wappen von Üdersdorf | Blasonierung: „Unter goldenem Schildhaupt, darin ein rotes Schräggitter, durch silbernen, schräglinken Wellenbalken geteilten grünen Schild, oben eine silberne Säge, unten drei silberne Ähren, mit einer silbernen Sichel belegt.“ |
| Wappen von Üdersdorf | |

### Gemeindepartnerschaft
Seit 1987 besteht eine Partnerschaft mit der luxemburgischen Gemeinde Junglinster.

## Sehenswürdigkeiten
In Üdersdorf befinden sich einige unter Denkmalschutz gestellte Kulturdenkmäler (siehe auch Liste der Kulturdenkmäler in Üdersdorf).

### Ortsteil Üdersdorf

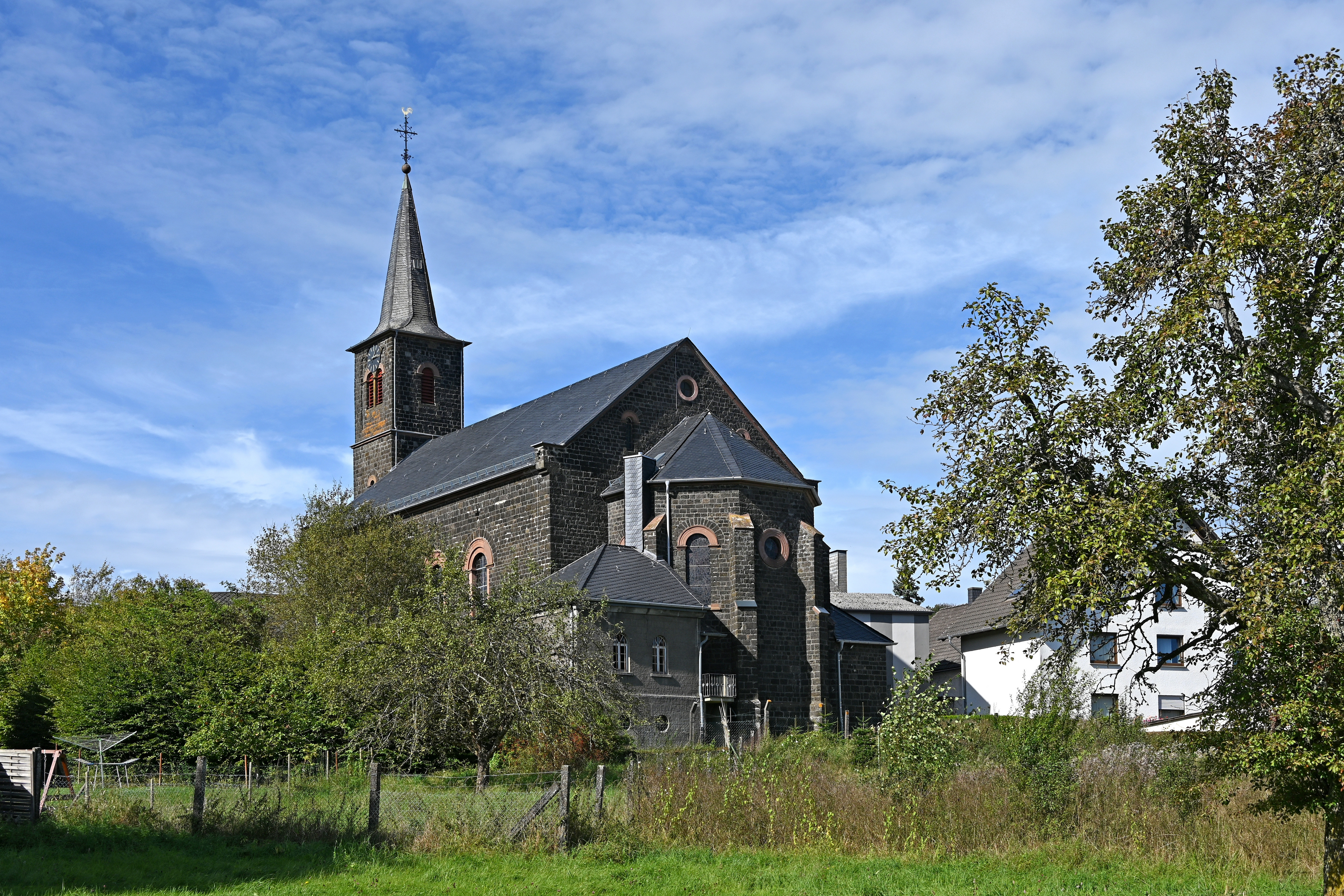
St. Bartholomäus
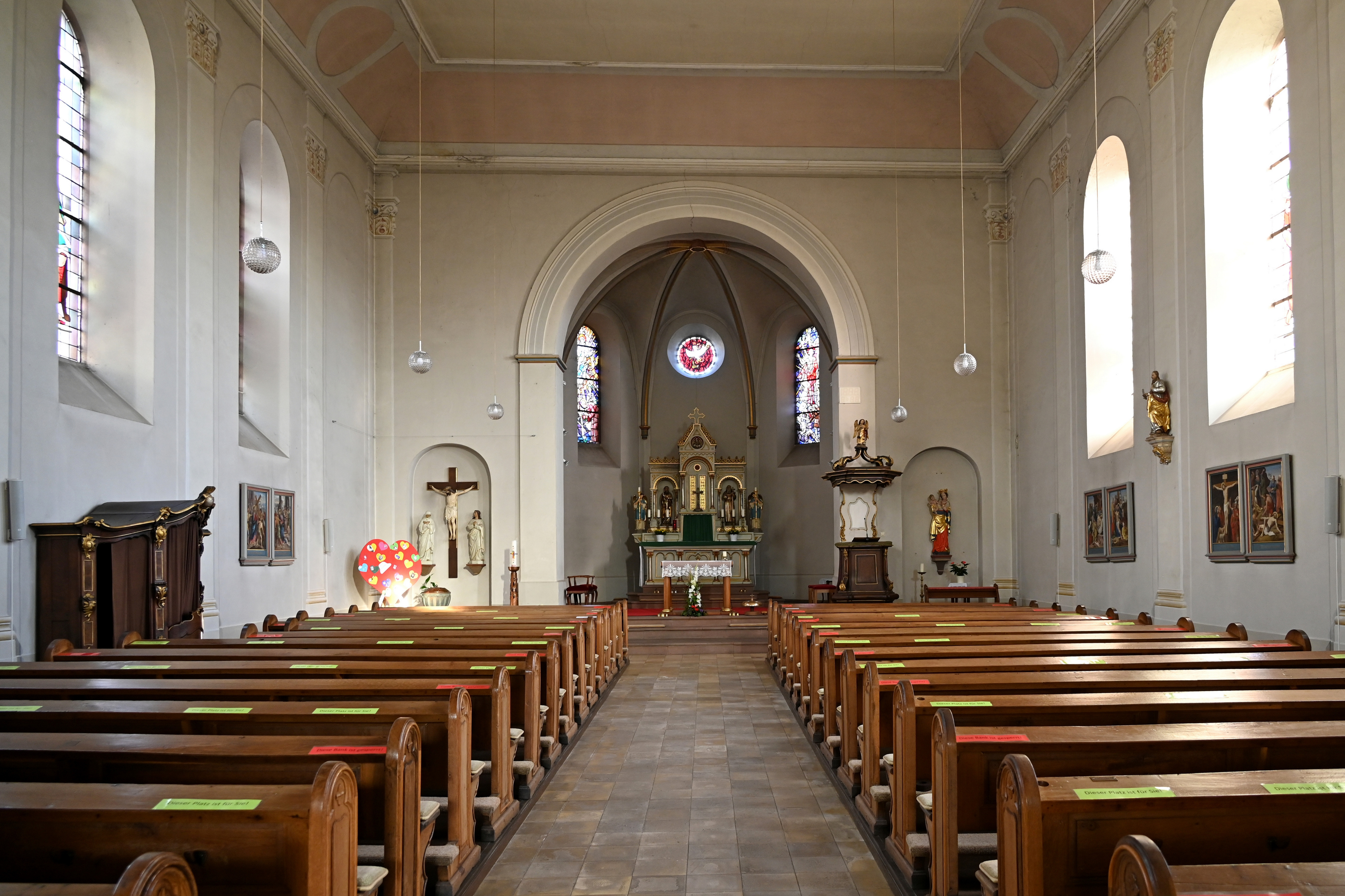
Pfarrkirche, Innenraum
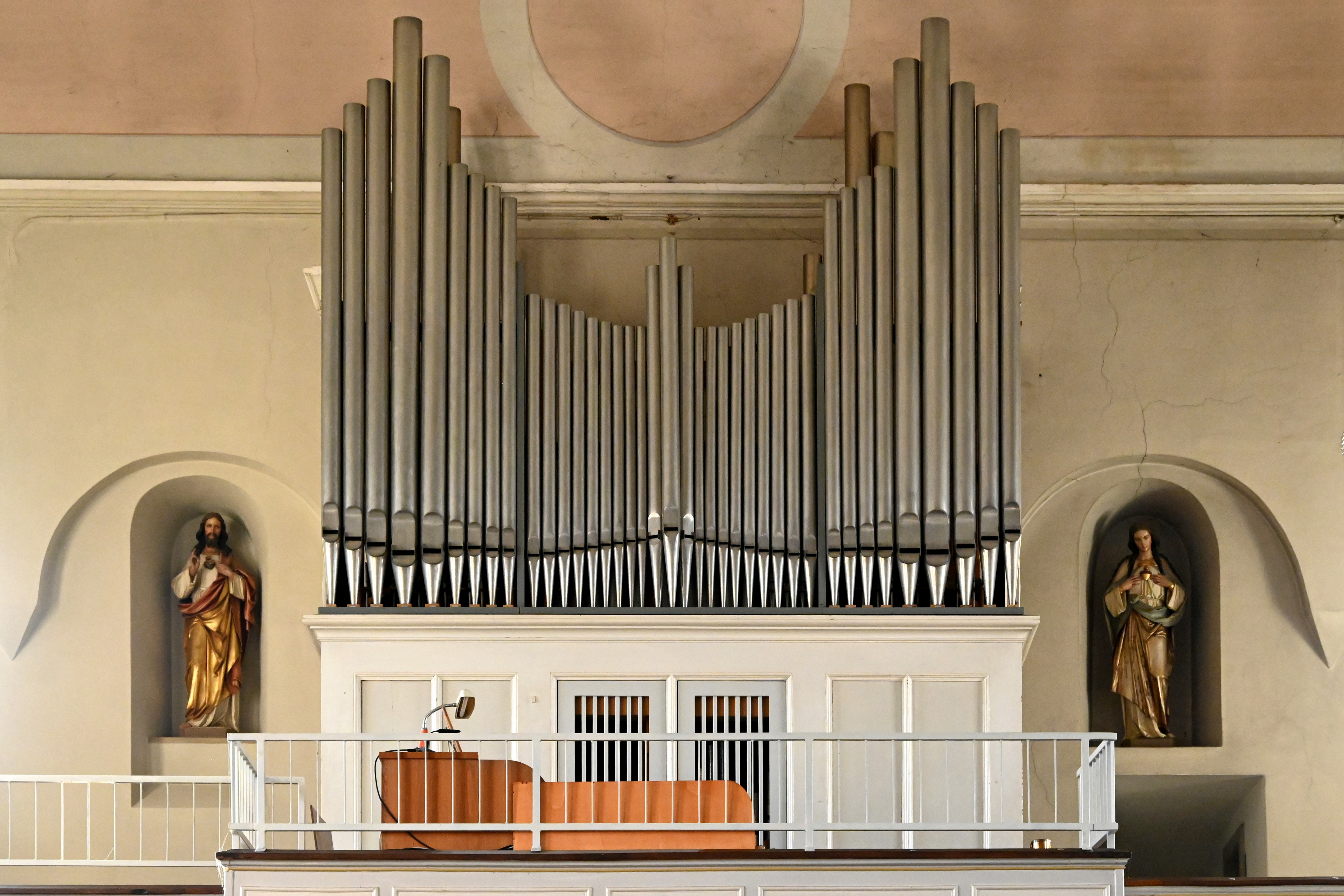
Voltmann-Orgel (1904)
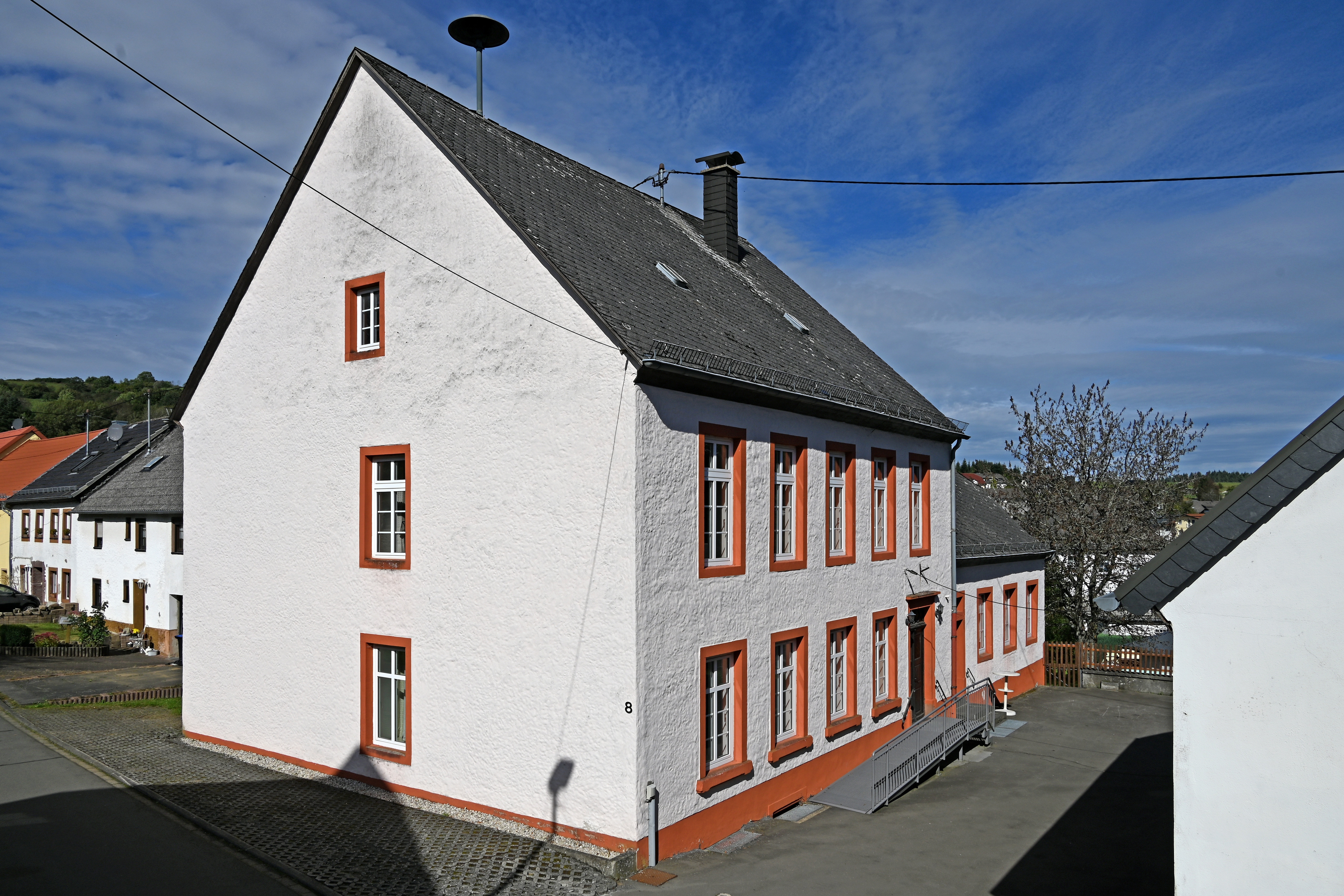
Ehemalige Schule (1860)

- Die Katholische Pfarrkirche St. Bartholomäus, ein klassizistischer Saalbau aus Basalt und Sandstein, errichtet im Jahre 1863
- Die ehemalige Schule, ein Putzbau aus dem 19. Jahrhundert (Alte Schulstraße)
- Das ehemalige Backhaus, ein eingeschossiger Bruchsteinbau, vermutlich 19. Jahrhundert (Aarleystraße)
- Ein Quereinhaus aus der zweiten Hälfte des 19. Jahrhunderts (Dauner Straße)
- Aarley-Kreuz, 1949 errichtet von Heimkehrern nach dem Zweiten Weltkrieg
- Aussichtsturm auf der 557,5 m ü. NHN[17] hohen Aarley (⊙),[18] 2012 errichteter 12 m hoher Holzturm

### Ortsteil Tettscheid
- Die Katholische Filialkirche St. Jodocus, ein Saalbau von 1904
- Ein Streckhof von 1801

### Ortsteil Trittscheid
- Ein Laufbrunnen aus der zweiten Hälfte des 19. Jahrhunderts